# Howard Township (comté de Gentry, Missouri)
Howard Township est un township du comté de Gentry dans le Missouri, aux États-Unis,.
Le township est baptisé en référence à Asa et Samuel Howard, une famille locale.

## Source de la traduction
- (en) Cet article est partiellement ou en totalité issu de l’article de Wikipédia en anglais intitulé « Howard Township, Gentry County, Missouri » (voir la liste des auteurs).